# Aztekium valdezii
Aztekium valdezii (лат.) — суккулентное растение, вид рода Ацтекиум семейства Кактусовые.
Эндемик Мексики. Кактусы данного вида имеют маленькие размеры. Цветут в течение лета. Цветки мелкие розовые. Этот вид открыт в 2012 году Mario Alberto Valdéz Marroquín в Nuevo Leon in Нуэво-Леон. В то же время данный таксон не является общепризнанным вторичными источниками, такими какThe Plant List.